# Croatian Bol Ladies Open 2002
Croatian Bol Ladies Open 2002 — жіночий тенісний турнір, що проходив на відкритих кортах з ґрунтовим покриттям у Болі (Хорватія). Належав до турнірів 3-ї категорії в рамках Туру WTA 2002. Турнір відбувся вдев'яте і тривав з 29 квітня до 5 травня 2002 року. Несіяна Оса Свенссон здобула титул в одиночному розряді й отримала 27 тис. доларів США.

## Фінальна частина

### Одиночний розряд
Оса Свенссон —  Іва Майолі 6–3, 4–6, 6–1
- Для Свенссон це був 1-й титул в одиночному розряді за сезон і 2-й - за кар'єру.

### Парний розряд
Татьяна Гарбін /  Анжелік Віджайя —  Олена Бовіна /  Генрієта Надьова 7–5, 3–6, 6–4